# كنال+ الأفق (تونس)
قناة + آفاق تونس ( (بالعربية: قناة الأفق) ) هي قناة تلفزيونية تونسية كانت تسمى في الماضي باسم Canal Horizons ، والتي أعيدت تسميتها فيما بعد كنال+ هريزون .
شغل التونسي سارج عدة منصب الرئيس التنفيذي للقناة من عام 1997 إلى عام 2001 ، بعد أن كان المدير العام للقناة منذ بداية بثها في التسعينيات . هو الذي أشرف على بدء البث الأرضي في تونس عام 1992.
بصرف النظر عن الأفلام وبرامج البث عبر كنال+ ، تقدم النسخة التونسية من كنال+ خدمة فك تشفير لثلاث ساعات لمشاهدة برامجها مجاناً في اليوم (من 7 س - 8 س ، 13 س - 14 س ، 18 س 30 - 19 س 30 ) من مقرها بمدينة قمرت . يتم تقديم برامج تونسية ناجحة مثل شمس عليك و سبورتس هويريزونس و سين-هوريزونس.
أحدث بث القناة في تونس ثورة في العالم السمعي البصري. نجاحا مبهرًا ، حيث وصل عدد المشتركين في القناة إلى 65 000 مشترك في منتصف التسعينيات ، قبل ظهور القرصنة والمنافسة من القنوات الفضائية الأخرى، وبسبب هذه الظاهرة توقف بث القناة في 16 أكتوبر 2001 بنهاية بث قناة الأفق في تونس. تظل القناة من دون إشارة على النايل سات حتى تم استبدال ترددها بتردد قناة حنبعل في 13 فيفري 2005.
كانت قناة الأفق مملوكة بنسبة 80 ٪ من قبل مجموعة كنال+ ، ال 20 بالمئة المتبقية يتم تقسيمها بين شركة الإذاعة المالية وسوسيتيه جنرال وبانيكسي وبروباركو .

## الرسوم المتحركة
ومن بين منتجي الرسوم المتحركة التونسيين الذين أظهرتهم القناة :
- نجيب بلقاضي ؛
- كريم بن عمر ؛
- حاتم بن آمنة ؛
- معز بن غربية ؛
- الهادي الصيد ؛
- منذر جبنياني ؛
- رمزي مالوكي ( مراسل هوليوود ) ؛
- مراد الزغيدي .